# Noroy-le-Bourg
Noroy-le-Bourg ist eine französische Gemeinde im Département Haute-Saône in der Region Bourgogne-Franche-Comté. Sie gehört zum Kanton Villersexel im Arrondissement Vesoul.

## Geographie
Noroy-le-Bourg liegt auf einer Höhe von 372 m über dem Meeresspiegel, etwa elf Kilometer östlich der Stadt Vesoul (Luftlinie). Das Dorf erstreckt sich im zentralen Teil des Départements, auf einer Hochfläche zwischen den Höhen von Champfleury im Süden und Les Crays de Valdemouge im Nordosten.
Die Fläche des 31,78 km² großen Gemeindegebiets umfasst einen Abschnitt in der gewellten Landschaft zwischen dem Becken von Vesoul im Westen und der Ebene von Lure im Osten. Der zentrale Teil des Gebietes wird von einer Hochfläche eingenommen, die durchschnittlich auf 360 m liegt. Sie wird überwiegend landwirtschaftlich genutzt, weist aber auch einige Waldflächen auf. Dieses Plateau wird von den Anhöhen Les Crays de Valdemouge (438 m), Champfleury (mit 447 m die höchste Erhebung von Noroy-le-Bourg) und Mont Bloizeau (428 m) überragt. Sie sind aus einer widerstandsfähigen Kalkschicht der mittleren Jurazeit aufgebaut. Nach Westen erstreckt sich das Gemeindeareal in die ausgedehnte Waldung des Bois de Noroy. Weiter südwärts schließen sich die Höhen der Grande Vaivre (391 m) und des Bois de Replan an. Ganz im Süden hat Noroy-le-Bourg Anteil an der Senke von Vaivre.
Oberirdische Fließgewässer gibt es nur wenige, da das Niederschlagswasser im verkarsteten Untergrund versickert. An mehreren Orten treten Karstphänomene wie Höhlen, Schächte und Dolinen auf. Nördlich des Ortes befindet sich die Talmulde des Ruisseau de Denan (Zufluss der Colombine). Im Nordosten reicht der Gemeindeboden bis in das Quellgebiet des Lauzin (Zufluss des Ognon), während die breite Mulde im Osten vom Ruisseau de l'Étang entwässert wird. Dieser Gemeindeteil besteht aus einer Wechsellagerung von sandig-mergeligen und kalkigen Sedimenten, die während der Lias (Unterjura) abgelagert wurden.
Zu Noroy-le-Bourg gehören neben dem eigentlichen Ort mehrere Hofsiedlungen:
- Les Mauvais (300 m) in einer Mulde südlich des Bois de Noroy
- Les Coulerys (324 m) in einer Mulde südlich der Grande Vaivre
- Les Henrys (372 m) auf einer Kuppe nördlich der Senke von Vallerois
- Les Regardots (290 m) am Nordrand der Senke von Vallerois

Nachbargemeinden von Noroy-le-Bourg sind Calmoutier und Liévans im Norden, Autrey-lès-Cerre und Cerre-lès-Noroy im Osten, Vallerois-le-Bois und Dampierre-sur-Linotte im Süden sowie Villers-le-Sec, Colombe-lès-Vesoul und Dampvalley-lès-Colombe im Westen.

## Geschichte
Überreste eines römischen Verkehrsweges weisen auf eine frühe Besiedlung des Gebietes hin. Auf der Flur La Tiolère wurden römische Mauerfundamente entdeckt. Erstmals urkundlich erwähnt wird Noroy im Jahr 1049. Im Mittelalter gehörte das Dorf zur Freigrafschaft Burgund und darin zum Gebiet des Bailliage d’Amont. Obwohl abhängig vom Erzbistum Besançon, entwickelte sich Noroy zu einer eigenen Herrschaft. Der Ort war im Mittelalter befestigt. Zusammen mit der Franche-Comté gelangte Noroy mit dem Frieden von Nimwegen 1678 definitiv an Frankreich. Heute ist Noroy-le-Bourg Verwaltungssitz des zwölf Ortschaften umfassenden Gemeindeverbandes Communauté de communes des Grands Bois.

## Sehenswürdigkeiten

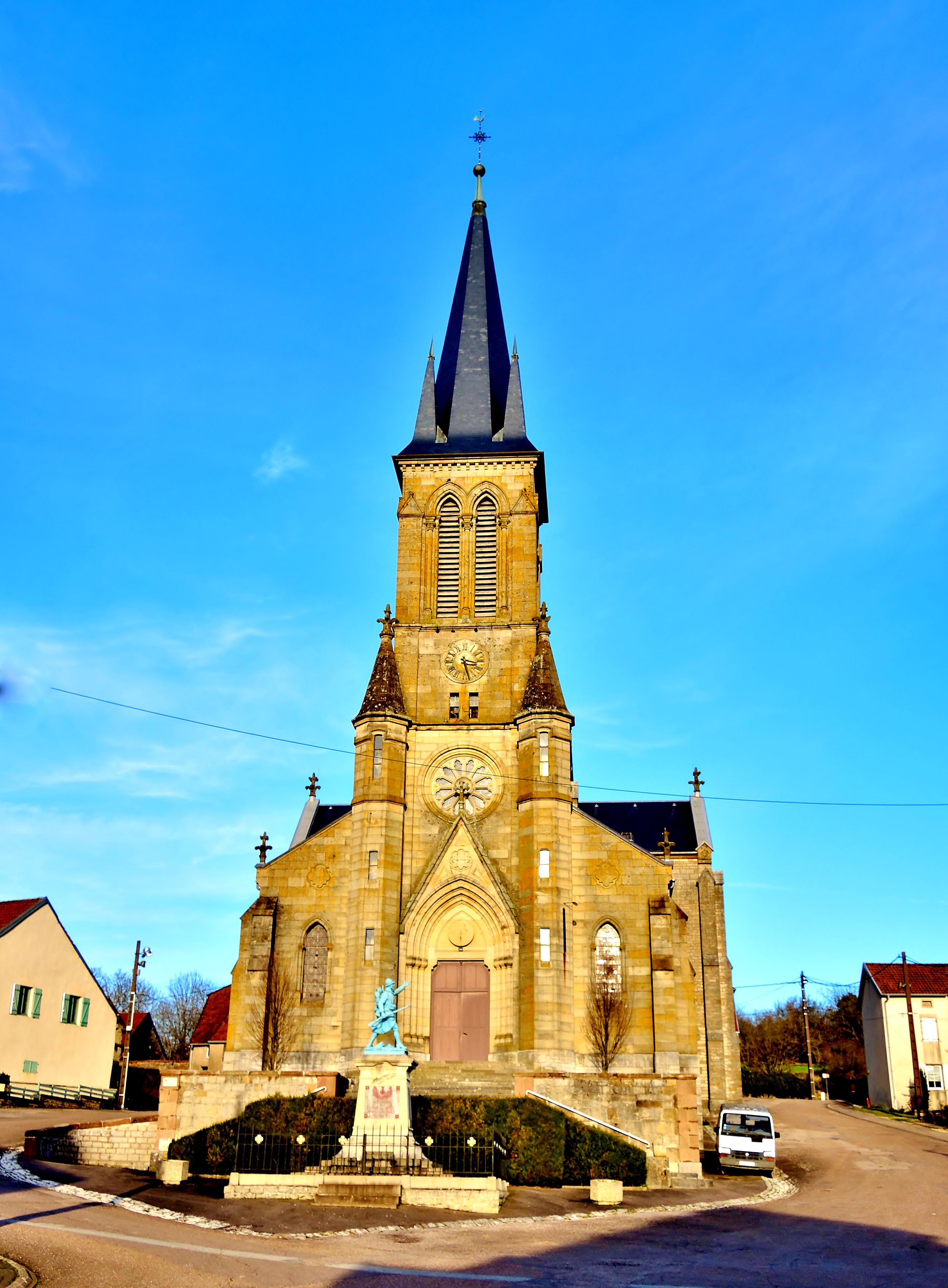
Kirche Saint-Aignan

Die dreischiffige Kirche Saint-Aignan wurde im 19. Jahrhundert im Stil der Neugotik neu erbaut. Sie besitzt eine Statue des heiligen Stephan (17. Jahrhundert) sowie Kelche, ein Ziborium und eine Monstranz (18. Jahrhundert) aus Silber. Zwei steinerne Kreuze sind auf die Jahre 1546 und 1665 datiert. Einige Überreste der ehemaligen Ummauerung sind erhalten. Zu den weiteren Sehenswürdigkeiten zählen das Gebäude der Mairie-École (Gemeindeverwaltung und Schule, als Monument historique klassiert) und der Dorfbrunnen von 1838.

## Bevölkerung
| Jahr                       | 1962 | 1968 | 1975 | 1982 | 1990 | 1999 | 2006 | 2013 | 2020 |
| Einwohner                  | 508  | 533  | 508  | 511  | 506  | 485  | 486  | 481  | 498  |
| Quellen: Cassini und INSEE |      |      |      |      |      |      |      |      |      |

Mit 505 Einwohnern (1. Januar 2022) gehört Noroy-le-Bourg zu den kleineren Gemeinden des Départements Haute-Saône. Nachdem die Einwohnerzahl in der ersten Hälfte des 20. Jahrhunderts deutlich abgenommen hatte (1886 wurden noch 1008 Personen gezählt), wurden seit Beginn der 1960er Jahre nur noch geringe Schwankungen verzeichnet.

## Wirtschaft und Infrastruktur
Noroy-le-Bourg war bis weit ins 20. Jahrhundert hinein ein vorwiegend durch die Landwirtschaft (Ackerbau, Obstbau und Viehzucht) und die Forstwirtschaft geprägtes Dorf. Heute gibt es einige Betriebe des lokalen Kleingewerbes, vor allem in den Branchen Holzverarbeitung und Feinmechanik. In den letzten Jahrzehnten hat sich das Dorf zu einer Wohngemeinde gewandelt. Viele Erwerbstätige sind deshalb Wegpendler, die in den größeren Ortschaften der Umgebung und in der Agglomeration Vesoul ihrer Arbeit nachgehen.
Die Ortschaft liegt abseits der größeren Durchgangsachsen an einer Departementsstraße, die von Saulx nach Villersexel führt. Weitere Straßenverbindungen bestehen mit Vallerois-le-Bois, Frotey-lès-Vesoul und Mollans.

## Persönlichkeiten
- Alexandre Rapin (1839–1889), Maler